# 44P/Райнмута
Комета Райнмута 2 (44P/Reinmuth) — короткопериодическая комета из семейства Юпитера, которая была открыта 10 сентября 1947 года немецким астрономом Карлом Райнмутом в Гейдельбергской обсерватории с помощью 40-сантиметрового телескопа. Она была описана как небольшой диффузный объект 13,0 m звёздной величины. Комета обладает довольно коротким периодом обращения вокруг Солнца — чуть более 7,0 года.

Орбита кометы Райнмута 2 и её положение в Солнечной системе

## История наблюдений
Лиланд Каннингем, используя позиции за первые два месяца наблюдений, рассчитал эллиптическую орбиту кометы и определил дату прохождения перигелия 19 августа 1947 года, а период обращения в 6,59 года. Некоторое время учёные полагали, что открытая комета является потерянной ранее кометой Туттля — Джакобини (позднее Туттля — Джакобини — Кресака), но в феврале 1948 года эти предположения были опровергнуты.
Комета была обнаружена спустя месяц после прохождения перигелия и за один день до максимального сближения с Землёй. Хотя в последующие недели она должна была медленно угасать, яркость кометы мало изменилась в течение последующего месяца и фактически начала снижаться только после середины октября 1947 года. В начале ноября комета была немного ярче, чем 14-я m звездная величина, а в начале декабря была близка к 15-й m. Комета следовала вплоть до 1 февраля 1948 года, когда Гамильтон Мур Джефферс и Б. Дж. Мэттсон (обсерватория Лик, Калифорния, США) последний раз в этом году сфотографировали комету с помощью 36-дюймового телескопа. Они определили её магнитуду как 17,7 m.
При возвращении 1954 года, обнаружить комету удалось лишь 20 июля с помощью 82-дюймового рефлектора обсерватории Макдональда в виде диффузного объекта 19,0 m с комой 3 ' угловых минут в поперечнике.  За всё время наблюдений в этом году комета никогда не становилась ярче 17,5 m звёздной величины.
Большое расстояние перигелия от Солнца делает её крайне трудным объектом для наблюдений, чей блеск обычно не превышает 13 — 14 звёздной величины. Само открытие кометы стало возможным во многом благодаря тому, что в 1947 году она испытала одно из самых тесных сближений с Землёй — 0,89 а. е. (133,5 млн км). С другой стороны, то же самое большое расстояние перигелия в сочетании с умеренным эксцентриситетом позволяло наблюдать за кометой в течение длительного периода времени при каждом её появлении, в том числе в 1954 и 1969 годах, когда комета в перигелии находилась в соединении с Солнцем.
С момента своего открытия комета несколько раз оказывалась в окрестностях Юпитера. Эти сближения постепенно меняли её орбиты. В течение XXI века 11 февраля 2039 года комета Райнмута 2 также пройдёт вблизи Юпитера, что увеличит её перигелий до 2,44 а. е. Дальнейшие тесных проходы 21 июля 2063 года и 1 марта 2146 годов (0,43 а. е. и 0,51 а. е. соответственно) ещё больше отодвинут её перигелий от Солнца, что может привести к прекращению кометной активности.

## Сближение с планетами
В XX веке комета совершила два тесных сближения с Землёй, а в первой половине XXI века ожидается ещё два сближение с Юпитером.
- 0,89 а. е. от Земли 11 сентября 1947 года;
- 0,96 а. е. от Земли 12 сентября 1967 года;
- 0,74 а. е. от Юпитера 16 июля 2003 года;
  - увеличение расстояния перигелия с 1,89 а. е. до 2,11 а. е.;
  - увеличение орбитального периода с 6,63 до 7,07 года;
- 0,52 а. е. от Юпитера 11 февраля 2039 года; 
  - увеличение расстояния перигелия с 2,10 а. е. до 2,44 а. е.;
  - увеличение орбитального периода с 7,06 до 7,78 года.